# Olympische Jugend-Winterspiele 2024/Teilnehmer (Hongkong)
| Gelbes Symbol für Goldmedaillen mit stilisierten Olympischen Ringen | Graues Symbol für Silbermedaillen mit stilisierten Olympischen Ringen | Braundes Symbol für Bronzemedaillen mit stilisierten Olympischen Ringen |
| ------------------------------------------------------------------- | --------------------------------------------------------------------- | ----------------------------------------------------------------------- |
| —                                                                   | —                                                                     | —                                                                       |

Hongkong nahm an den Olympischen Jugend-Winterspielen 2024 in der südkoreanischen Provinz Gangwon mit 3 Athleten (2 Frauen, 1 Mann) teil.

## Teilnehmer nach Sportart

### Shorttrack
| Athleten      | Wettbewerb | Vorläufe     | Vorläufe | Viertelfinale | Viertelfinale | Halbfinale    | Halbfinale    | Finale A/B    | Finale A/B    | Rang |
| Athleten      | Wettbewerb | Zeit         | Rang     | Zeit          | Rang          | Zeit          | Rang          | Zeit          | Rang          | Rang |
| ------------- | ---------- | ------------ | -------- | ------------- | ------------- | ------------- | ------------- | ------------- | ------------- | ---- |
| Frauen        |            |              |          |               |               |               |               |               |               |      |
| Chan Sin Ying | 500 m      | 1:00,292 min | 4        | ausgeschieden | ausgeschieden | ausgeschieden | ausgeschieden | ausgeschieden | ausgeschieden | 33   |
| Chan Sin Ying | 1000 m     | 2:00,656     | 4        | ausgeschieden | ausgeschieden | ausgeschieden | ausgeschieden | ausgeschieden | ausgeschieden | 35   |
| Chan Sin Ying | 1500 m     | —            | —        | NT            | NT            | ausgeschieden | ausgeschieden | ausgeschieden | ausgeschieden | 34   |

### Ski Alpin
| Athleten             | Wettbewerb   | Lauf 1      | Lauf 1 | Lauf 2      | Lauf 2 | Gesamt      | Gesamt |
| Athleten             | Wettbewerb   | Zeit        | Rang   | Zeit        | Rang   | Zeit        | Rang   |
| -------------------- | ------------ | ----------- | ------ | ----------- | ------ | ----------- | ------ |
| Frauen               |              |             |        |             |        |             |        |
| Alexandra King Aerin | Riesenslalom | 1:00,92 min | 47     | DNF         | DNF    | DNF         | DNF    |
| Alexandra King Aerin | Slalom       | 1:08,38 min | 58     | 1:03,67 min | 42     | 2:12,05 min | 42     |
| Männer               |              |             |        |             |        |             |        |
| Lucas Wong Chi Hao   | Riesenslalom | 1:00,43 min | 58     | 56,72 s     | 45     | 1:57,15 min | 43     |
| Lucas Wong Chi Hao   | Slalom       | 57,11 s     | 54     | 1:03,56 min | 36     | 2:00,67 min | 36     |